# Język luzytański

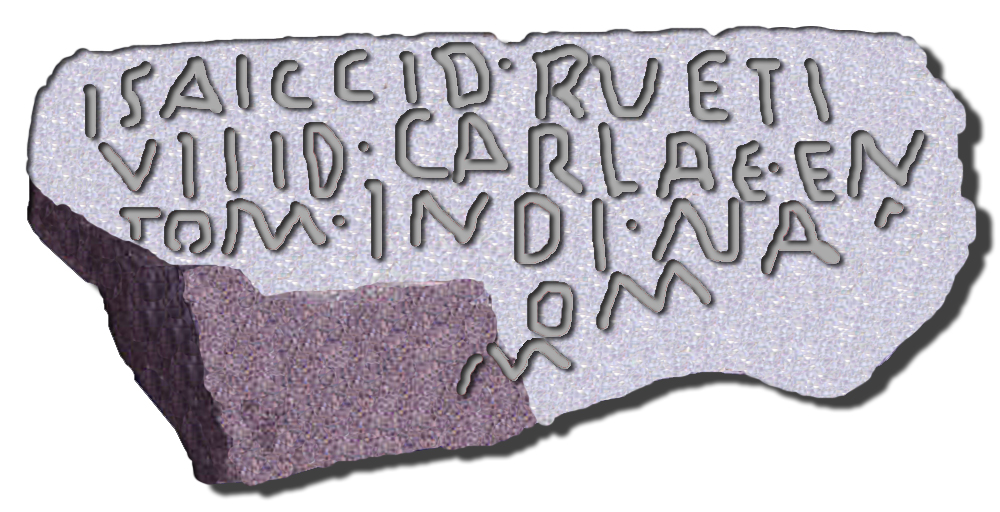
Jedna z inskrypcji języka luzytańskiego

Język luzytański – prawdopodobnie celtycki lub italski język używany przez Luzytanów. Był używany na centralno-zachodnim Półwyspie Iberyjskim. 
Wymarł on pod koniec II w. n.e. Jest znany z tylko 5 dużych inskrypcji, których powstanie szacuje się na ok. I w. n.e. Językiem mówiły luzytańskie plemiona, które zamieszkiwały rejony nad rzeką Tag i Duero. W XXI wieku tereny te należą do Hiszpanii i Portugalii.